# Kitáb-i-Íqán

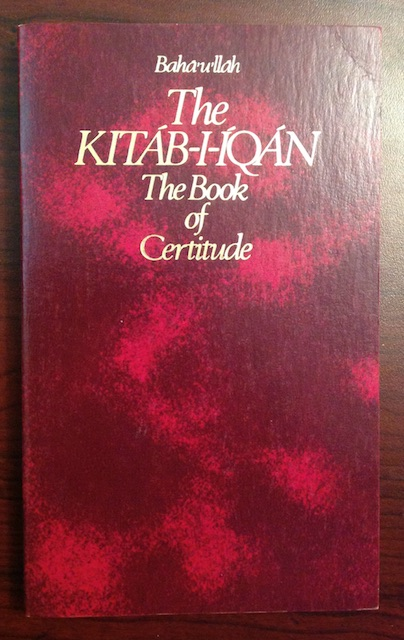
Portada del Kitáb-i-Íqán de Bahá'u'lláh, publicado por Bahá'í Publishing Trust.

El Kitáb-i-Íqán o Iqan (en árabe: الكتاب الإيقان persa: كتاب ايقان "El Libro de la Certeza"), es uno de los varios libros considerados sagrados por los seguidores del bahaísmo; y es la referencia primaria de toda alusión teológica contenida en los escritos bahaíes. En palabras de un erudito bahai " se puede considerar como el comentario más influyente del Corán escrito en persa fuera del mundoMusulmán gracias a su audiencia internacional.
Fue escrito en persa y parte en árabe por Bahá'u'lláh, profeta fundador del bahaísmo en 1862. En esta época, Bahá'u'lláh estaba exiliado en Bagdad, parte del Imperio otomano. Este libro es una respuesta a las preguntas hechas por el tío del Báb relativas a la vitalidad de su causa y fue escrito en dos días y dos noches.